# Campionato sloveno di calcio
Il campionato sloveno di calcio (Nogomet v Sloveniji) è stato istituito nel 1991 con la proclamazione di indipendenza della Slovenia, ed è gestito dalla Federazione nazionale (Nogometna zveza Slovenije).

## Struttura
Il campionato si articola su cinque livelli:
- Prva slovenska nogometna liga (1. SNL) è la massima serie. La squadra vincitrice del campionato è campione di Slovenia, le migliori piazzate partecipano alle coppe europee per club. La lega è composta da dieci squadre che si affrontano in un doppio girone all'italiana con 2 andate e 2 ritorni, per un totale di 36 turni. L'ultima viene retrocessa mentre la penultima spareggia con la seconda classificata della seconda divisione.

- Druga slovenska nogometna liga (2. SNL) Analoga struttura della prima lega. Le retrocessioni sono due.

- Tretja slovenska nogometna liga (3. SNL) La terza serie è suddivisa in due gironi da 14 squadre ciascuno (Vzhod-Est)  e (Zahod-Ovest) su base geografica. Le retrocessioni sono due per girone. Qui il girone all'italiana è unico, con un solo girone d'andata e uno solo di ritorno, per cui il campionato si disputa su soli 26 turni.

| Livello | Divisione                                              |
| ------- | ------------------------------------------------------ |
| 1       | Prva slovenska nogometna liga 10 squadre               |
| 2       | Druga slovenska nogometna liga 10 squadre              |
| 3       | Tretja slovenska nogometna liga 2 gironi di 14 squadre |
| 4       | 4.SNL 4 gironi di 14 squadre                           |
| 5       | 5. slovenska nogometna liga 8 gruppi di 12 squadre     |